# Coppa del Mondo juniores di slittino 2018
La Coppa del Mondo juniores di slittino 2017/18, venticinquesima edizione della manifestazione organizzata dalla Federazione Internazionale Slittino, è iniziata il 7 dicembre 2017 a Oberhof, in Germania e si è conclusa il 21 gennaio 2018 a Winterberg, sempre in Germania. Si sono disputate ventidue gare: sei nel singolo uomini, nel singolo donne e nel doppio e quattro nella gara a squadre in quattro differenti località. La tappa conclusiva di Winterberg ha assegnato anche il titolo europeo e quello pacifico-americano di categoria.
L'appuntamento clou della stagione saranno i campionati mondiali juniores 2018 da disputarsi sulla pista di Altenberg, in Germania, competizione non valida ai fini della Coppa del Mondo.

## Risultati

### Singolo uomini
| Data             | Località             | Nazione  | Primo classificato     | Secondo classificato       | Terzo classificato     |
| ---------------- | -------------------- | -------- | ---------------------- | -------------------------- | ---------------------- |
| 8 dicembre 2017  | Oberhof              | Germania | Max Langenhan Germania | Moritz Bollmann Germania   | David Nößler Germania  |
| 10 dicembre 2017 | Oberhof              | Germania | Max Langenhan Germania | Moritz Bollmann Germania   | Fabian Malleier Italia |
| 17 dicembre 2017 | Schönau am Königssee | Germania | Max Langenhan Germania | David Nößler Germania      | Daniil Lebedev Russia  |
| 12 gennaio 2018  | Igls                 | Austria  | Max Langenhan Germania | Paul-Lukas Heider Germania | Yannick Müller Austria |
| 14 gennaio 2018  | Igls                 | Austria  | Max Langenhan Germania | David Nößler Germania      | Yannick Müller Austria |
| 21 gennaio 2018  | Winterberg           | Germania | Max Langenhan Germania | Moritz Bollmann Germania   | David Nößler Germania  |

### Singolo donne
| Data             | Località             | Nazione  | Prima classificato          | Seconda classificata        | Terza classificata          |
| ---------------- | -------------------- | -------- | --------------------------- | --------------------------- | --------------------------- |
| 8 dicembre 2017  | Oberhof              | Germania | Jessica Tiebel Germania     | Hannah Prock Austria        | Jessica Degenhardt Germania |
| 10 dicembre 2017 | Oberhof              | Germania | Jessica Tiebel Germania     | Hannah Prock Austria        | Jessica Degenhardt Germania |
| 17 dicembre 2017 | Schönau am Königssee | Germania | Jessica Tiebel Germania     | Anna Berreiter Germania     | Lisa Schulte Austria        |
| 12 gennaio 2018  | Igls                 | Austria  | Cheyenne Rosenthal Germania | Lisa Schulte Austria        | Anna Berreiter Germania     |
| 14 gennaio 2018  | Igls                 | Austria  | Lisa Schulte Austria        | Cheyenne Rosenthal Germania | Anna Berreiter Germania     |
| 21 gennaio 2018  | Winterberg           | Germania | Cheyenne Rosenthal Germania | Jessica Tiebel Germania     | Verena Hofer Italia         |

### Doppio
| Data             | Località             | Nazione  | Primo classificato                     | Secondo classificato                             | Terzo classificato                               |
| ---------------- | -------------------- | -------- | -------------------------------------- | ------------------------------------------------ | ------------------------------------------------ |
| 7 dicembre 2017  | Oberhof              | Germania | Ivan Nagler Fabian Malleier Italia     | Hannes Orlamünder Paul Gubitz Germania           | Dmitrij Bučnev Daniil Kil'seev Russia            |
| 9 dicembre 2017  | Oberhof              | Germania | Ivan Nagler Fabian Malleier Italia     | Hannes Orlamünder Paul Gubitz Germania           | Vsevolod Kaškin Konstantin Koršunov Russia       |
| 16 dicembre 2017 | Schönau am Königssee | Germania | Ivan Nagler Fabian Malleier Italia     | Andrej Šander Semën Mikov Russia                 | Vsevolod Kaškin Konstantin Koršunov Russia       |
| 11 gennaio 2018  | Igls                 | Austria  | Hannes Orlamünder Paul Gubitz Germania | Vsevolod Kaškin Konstantin Koršunov Russia       | Max Ewald Jakob Jannusch Germania                |
| 13 gennaio 2018  | Igls                 | Austria  | Tomáš Vaverčák Matej Zmij Germania     | Vasile Marian Gîtlan Flavius Ion Crăciun Romania | Max Ewald Jakob Jannusch Germania                |
| 20 gennaio 2018  | Winterberg           | Germania | Dmitrij Bučnev Daniil Kil'seev Russia  | Vsevolod Kaškin Konstantin Koršunov Russia       | Vasile Marian Gîtlan Flavius Ion Crăciun Romania |

### Gara a squadre
| Data             | Località             | Nazione  | Prima classificata                                                              | Seconda classificata                                                         | Terza classificata                                                        |
| ---------------- | -------------------- | -------- | ------------------------------------------------------------------------------- | ---------------------------------------------------------------------------- | ------------------------------------------------------------------------- |
| 8 dicembre 2017  | Oberhof              | Germania | Germania Jessica Tiebel Max Langenhan Hannes Orlamünder / Paul Gubitz           | Italia Verena Hofer Leon Felderer Ivan Nagler / Fabian Malleier              | Russia Julija Naumova Daniil Lebedev Dmitrij Bučnev / Daniil Kil'seev     |
| 17 dicembre 2017 | Schönau am Königssee | Germania | Germania Jessica Tiebel Max Langenhan Hannes Orlamünder / Paul Gubitz           | Italia Hannah Niederkofler Lukas Gufler Ivan Nagler / Fabian Malleier        | Rep. Ceca Michaela Maršíková Michael Lejsek Filip Vejdělek / Zdeněk Pěkný |
| 14 gennaio 2018  | Igls                 | Austria  | Germania Cheyenne Rosenthal Max Langenhan Hannes Orlamünder / Paul Gubitz       | Russia Tat'jana Cvetova Matvej Perestoronin Dmitrij Bučnev / Daniil Kil'seev | Italia Verena Hofer Leon Felderer Felix Schwarz / Lukas Gufler            |
| 21 gennaio 2018  | Winterberg           | Germania | Germania Cheyenne Rosenthal Max Langenhan Hendrik Seibert / Calvin Luke Meister | Italia Verena Hofer Leon Felderer Felix Schwarz / Lukas Gufler               | Russia Kristina Šamova Daniil Lebedev Dmitrij Bučnev / Daniil Kil'seev    |

## Classifiche

### Singolo uomini[1]
| Pos. | Nome              | Nazione  | OBE-1 | OBE-2 | KÖN | IGL-1 | IGL-2 | WIN | Totale |
| ---- | ----------------- | -------- | ----- | ----- | --- | ----- | ----- | --- | ------ |
| 1    | Max Langenhan     | Germania | 1     | 1     | 1   | 1     | 1     | 1   | 600    |
| 2    | Moritz Bollmann   | Germania | 2     | 2     | 7   | 4     | 4     | 2   | 421    |
| 3    | David Nößler      | Germania | 3     | 8     | 2   | 6     | 2     | 3   | 402    |
| 4    | Paul-Lukas Heider | Germania | 4     | 4     | 13  | 2     | 5     | 4   | 350    |
| 5    | Yannick Müller    | Austria  | 15    | 15    | 9   | 3     | 3     | 8   | 273    |

### Singolo donne[2]
| Pos. | Nome               | Nazione  | OBE-1 | OBE-2 | KÖN | IGL-1 | IGL-2 | WIN | Totale |
| ---- | ------------------ | -------- | ----- | ----- | --- | ----- | ----- | --- | ------ |
| 1    | Cheyenne Rosenthal | Germania | 4     | 9     | 6   | 1     | 2     | 1   | 434    |
| 2    | Lisa Schulte       | Austria  | 6     | 4     | 3   | 2     | 1     | 12  | 397    |
| 3    | Anna Berreiter     | Germania | 5     | 5     | 2   | 3     | 3     | 6   | 385    |
| 3    | Jessica Tiebel     | Germania | 1     | 1     | 1   | -     | -     | 2   | 385    |
| 5    | Jessica Degenhardt | Germania | 3     | 3     | 4   | 8     | 21    | 4   | 322    |

### Doppio[3]
| Pos. | Nome                                | Nazione  | OBE-1 | OBE-2 | KÖN | IGL-1 | IGL-2 | WIN | Totale |
| ---- | ----------------------------------- | -------- | ----- | ----- | --- | ----- | ----- | --- | ------ |
| 1    | Vsevolod Kaškin Konstantin Koršunov | Russia   | 11    | 3     | 3   | 2     | 4     | 2   | 404    |
| 2    | Hannes Orlamünder Paul Gubitz       | Germania | 2     | 3     | 4   | 1     | 9     | DNF | 369    |
| 3    | Max Ewald Jakob Jannusch            | Germania | 4     | 6     | 6   | 3     | 3     | 6   | 350    |
| 4    | Dmitrij Bučnev Daniil Kil'seev      | Russia   | 3     | 3     | -   | 4     | 5     | 1   | 340    |
| 5    | Andrej Šander Semën Mikov           | Russia   | 5     | 4     | 2   | 14    | 12    | 4   | 320    |

### Gara a squadre[4]
| Pos. | Nazione   | OBE | KÖN | IGL | WIN | Totale |
| ---- | --------- | --- | --- | --- | --- | ------ |
| 1    | Germania  | 1   | 1   | 1   | 1   | 400    |
| 2    | Italia    | 2   | 2   | 3   | 2   | 325    |
| 3    | Russia    | 3   | 4   | 2   | 3   | 285    |
| 4    | Rep. Ceca | 9   | 3   | 8   | 9   | 190    |
| 5    | Lettonia  | 4   | -   | 5   | 5   | 170    |